# RV Petrel
O RV Petrel ou R/V Petrel é um navio de pesquisa atualmente propriedade do espólio do empresário norte-americano Paul Allen. Ele foi construído pelos estaleiros da Fincantieri em Brattvåg, na Noruega, tendo sido lançado ao mar em dezembro de 2002 e finalizado em abril do ano seguinte, originalmente com o nome Seaway Petrel.
A embarcação foi comprada por Allen em 2016 com o objetivo de localizar navios naufragados historicamente significantes e explorar ecossistemas submarinos. O Petrel é equipado com um veículo submarino autônomo e um veículo submarino remoto capazes de alcançar profundidades de mais de cinco quilômetros.
O Petrel já encontrou os destroços de diversos navios que foram afundados na Segunda Guerra Mundial, como os couraçados japoneses Hiei, Fusō e Yamashiro, os porta-aviões japoneses Kaga e Akagi, os porta-aviões norte-americanos USS Lexington, USS Wasp e USS Hornet, os cruzadores norte-americanos USS Helena, USS Juneau e USS Indianapolis, e os contratorpedeiros norte-americanos USS Ward, USS Cooper e USS Johnston.